# Dalva de Oliveira
Vicentina de Paula Oliveira, plus connue comme Dalva de Oliveira (Rio Claro, 1917  — Rio de Janeiro, 1972) est une chanteuse et compositrice brésilienne d'origine portugaise, considérée comme l'une des plus importantes chanteuses au Brésil, à la voix puissante et ayant marqué son époque en tant qu'interprète,.

## Discographie

### Albums studio
- A Voz Sentimental do Brasil (1953)
- Dalva de Oliveira, Roberto Inglês e sua orquestra (1955)
- Os Tangos Mais Famosos na Voz de Dalva de Oliveira (1957)
- Dalva (1958)|Dalva (1958)
- Em Tudo Você (1960)
- Tangos (1961)|Tangos (1961)
- Dalva de Oliveira (1961)|Dalva de Oliveira (1961)
- O Encantamento do Bolero (1962)
- Tangos - Volume II (1963)
- Rancho da Praça Onze (1965)
- La romantica Dalva de Oliveira (1966)
- A Cantora do Brasil (1967)
- É Tempo de Amar (1968)
- Bandeira Branca (1970)

### Compilations
- Grossas Nuvens de Amor (1972)
- O Amor É O Ridículo da Vida (1973)
- Dalva em Recital no Teatro Senac (1973)
- Dalva de Oliveira Especial, Vol. 1 (1982)
- Dalva de Oliveira - Série Os Ídolos do Rádio vol. V (1987)
- Trio de Ouro (1993)
- Saudade… (1994)
- Meus Momentos (1994)
- Dalva de Oliveira (1995)
- A Rainha da Voz (1997)
- Dalva de Oliveira e Roberto Inglez e sua Orquestra (2000)
- Bis - Dalva de Oliveira (2000)
- Canta Dalva (2006)
- 100 Anos de Dalva de Oliveira Ao Vivo (2018)